# Giandomenico Tiepolo
Giandomenico Tiepolo (Giovanni Domenico Tiepolo), né le 30 août 1727 à Venise où il est mort le 3 mars 1804 , est un peintre et graveur italien rococo de la famille artistique italienne des Tiepolo.

## Biographie
Giandomenico est le fils aîné de Giambattista Tiepolo et de Maria Cecilia Guardi. C'est le frère de Lorenzo Tiepolo et le neveu de Francesco Guardi et de Gianantonio Guardi.
Formé dans l'atelier de son père, il est remarqué pour ses prouesses en dessin à l'âge de seize ans, et devient bientôt l'un de ses plus proches collaborateurs. Il se consacre à la gravure (1748-1749) et reproduit des peintures de son père.
Sa première œuvre connue de peintre est un Chemin de Croix (Via Crucis en latin et en italien) composé de quatorze toiles, exécuté au cours de sa vingtième année pour l'Oratoire de la Croix de l'église San Polo de Venise (1747-1749). Sa Guérison d'un possédé de 1748 pour San Francesco di Paola, est toujours très proche du style de Giambattista. En 1750, il signe le retable  Saint Oswald implore de la Sainte famille la guérison d'un enfant de l'église paroissiale de Merlengo (Trévise).
À l'âge de vingt-trois ans, il accompagne son père auprès du Prince-évêque Carl Philipp von Greiffenklau, pour travailler à la résidence de Würzburg, entre 1750 et 1753. Il impressionne le prince-évêque qui lui commande deux dessus de porte pour Kaiseraal, puis une série de tableaux historiques et religieux.
Rentré à Venise, il travaille auprès de Pietro Longhi dans son atelier et de son oncle Francesco Guardi. Entre 1753 et 1754, il esquisse son Menuet et sur les projets de son père, entre 1754 et 1755, il peint les fresques du presbytère de l'église Saint-Faustin-et-Saint-Jovite de Brescia (it) dont Giambattista avait fourni le projet et l’esquisse. Il peint également vers 1754-1755 Le Charlatan, ou L'Arracheur de dents (81 × 110 cm), autrefois attribué à son père Giambattista Tiepolo. 
En 1757, il réalise les fresques de la villa Valmarana Ai Nani à Vicence, avec son père. Tandis que son père s'occupe du décor de la villa principale, Giandomenico orne de fresques la dépendance, appelée Foresteria. Là où son père traite des thèmes mythologiques et historiques consacrés, Giandomenico dépeint des scènes de genre, représentant la paysannerie de la Vénétie de l'époque, des chinoiseries et toutes sortes de scènes à la fois plus bucoliques et réalistes. Deux ans plus tard dans l'Oratoire de la Pureté d'Udine, il achève huit grandes fresques en clair-obscur, technique à laquelle il excelle toute sa vie. Travaillant toujours aux côtés de son père, il l'accompagne dans la réalisation de fresques dans plusieurs villas de Vénétie (1759 et 1761). 
Entre 1761 et 1762 il réalise huit fresques monochromes en trompe-l’œil à la villa Pisani (Stra). 
En 1762, il accompagne son père à Madrid auprès de Charles de Bourbon, roi d'Espagne, pour peindre la Gloria di Spagna au palais royal, et commence les sept stations de la Via Crucis pour l'église du couvent San Felipe Neri de Madrid (1768-1770). Il les finira à Venise. Elles sont à présent conservées au Prado.
À la mort de son père à Madrid en 1770, il retourne seul à Venise, laissant son frère Lorenzo en Espagne. En 1772 il est nommé maître de l'Académie de Venise dont il avait été un membre fondateur en 1756, et en devient le président en 1783.
Il publie, en 1774, en hommage à son père, la première édition du Catalogue de diverses œuvres inventées par le célèbre Giambattista Tiepolo [...] et gravées par lui ainsi que celles gravées par ses fils Giandomenico et Lorenzo.
En 1783 il est engagé dans la décoration du palais ducal à Gênes, où il peint la fresque de La Gloire de saint Jacques Giustiniani, aujourd'hui perdue, mais dont il subsiste l'esquisse au Metropolitan Museum de New York. 
En 1791, retourné dans la villa familiale à Zianigo (frazione de Mirano), il en reprend les fresques commencées en 1759 et terminées en 1797, qui, détachées en 1906, sont conservées aujourd'hui à la Ca' Rezzonico de Venise. Dans ses œuvres peintes pour lui-même, il laisse libre cours à son intérêt pour la vie vénitienne et les scènes de fêtes populaires. Il représente toute une série de polichinelles s'adonnant à des activités diverses et variées, avec ironie et dérision.

## Œuvres

### Tableaux
- Venise Église San Polo de 1747 à 1749
  - Saint Philippe Neri en prière.
  - Le martyre de Jean Népomucène.
  - La découverte de la vraie croix par Hélène et Macaire
  - Via Crucis quatorze tableaux (130 × 149 cm) pour l'oratoire de l'Église San Polo de 1747 à 1749 : Jésus reçoit la Croix, Jésus tombe pour la première fois, Jésus et Véronique, Jésus tombe pour la seconde fois, Jésus tombe pour la troisième fois...
- Le Christ et la femme adultère (1751), huile sur toile, 84 × 105 cm, Musée du Louvre, Paris[4]
- Rébecca au puits, pendant du Christ et la femme adultère  (1751), huile sur toile, 84 × 105 cm, Musée du Louvre, Paris[5]
- Le Christ et la femme adultère , huile sur toile, 112 × 179 cm, Musée du Louvre, Paris[6]
- Scène de carnaval, ou Le Menuet, (1754-55), huile sur toile, 81 × 110 cm, Musée du Louvre, Paris[7]
- Le Charlatan, ou L'Arracheur de dents, pendant du Menuet, (1754-55), huile sur toile, 81 × 110 cm, Musée du Louvre, Paris[8]
- Le Charlatan, (1756), huile sur toile, 80 × 109 cm, Musée national d'Art de Catalogne[9]
- Jésus enfant discute avec les docteurs (1759), Oratorio de la Purità, Udine
- Vierge à l'enfant avec trois saints (1759-62), huile sur toile, 135 × 78 cm, Musée national de l'art occidental, Tokyo[10]
- Le Triomphe d'Hercule (1760-62), modello pour le Palais d'Hiver, huile sur toile, 88 × 61 cm[1], Fondation Bemberg, Toulouse
- Portrait d'un page (1762-1772), huile sur toile, 64 × 46 cm, Musée des Offices, Florence[11]
- Il Mondo nuovo (vers 1765), huile sur toile, 32 × 56 cm, Musée des Arts décoratifs (Paris)[12]
- Les Sept stations de la Via Crucis pour le couvent San Filippo Neri (1768-1770), à présent au Prado[3] : La Prière au jardin, Le Christ à la colonne, Couronnement d'épines, Chute sur le chemin du Calvaire, Le Christ dévêtu, La Crucifixion, La Descente de Croix et L'Enterrement du Christ.
- La Procession du cheval de Troie à Troie (1773).
- L'Apparition des trois anges à Abraham (1773-1774), huile sur toile, 200 × 281 cm, Gallerie dell'Accademia de Venise[13]
- L'Institution de l'Eucharistie (1778), huile sur toile, 138 × 100 cm, Gallerie dell'Accademia de Venise[14]
- Le Triomphe de la Religion, Esquisse pour un plafond  (1780 - 1790), huile sur toile, 150 × 112 cm, Musée du Louvre, Paris[15]

Dates non documentées
- Jésus guérissant le paralytique de Bethesda, huile sur toile, 112 × 179 cm, Musée du Louvre, Paris[16]
- Portrait d'un sculpteur, musée des beaux-arts de Lyon, inv. no B 1026
- Jeune homme, huile sur toile, 83 × 63 cm, Musée des Beaux-Arts d'Agen[17]

Peintures de Giandomenico Tiepolo
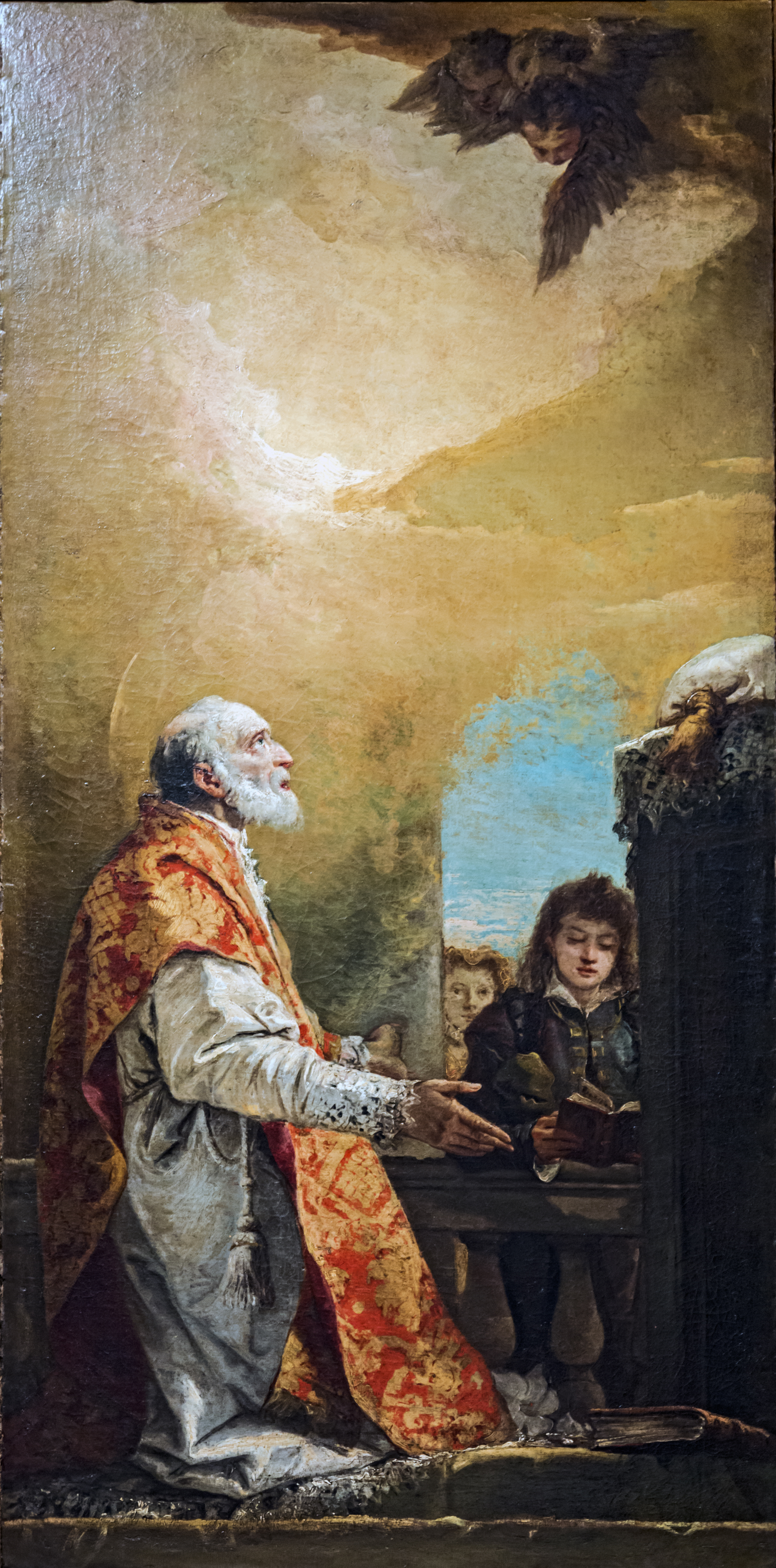
Saint Philippe Neri en prière Église San Polo.
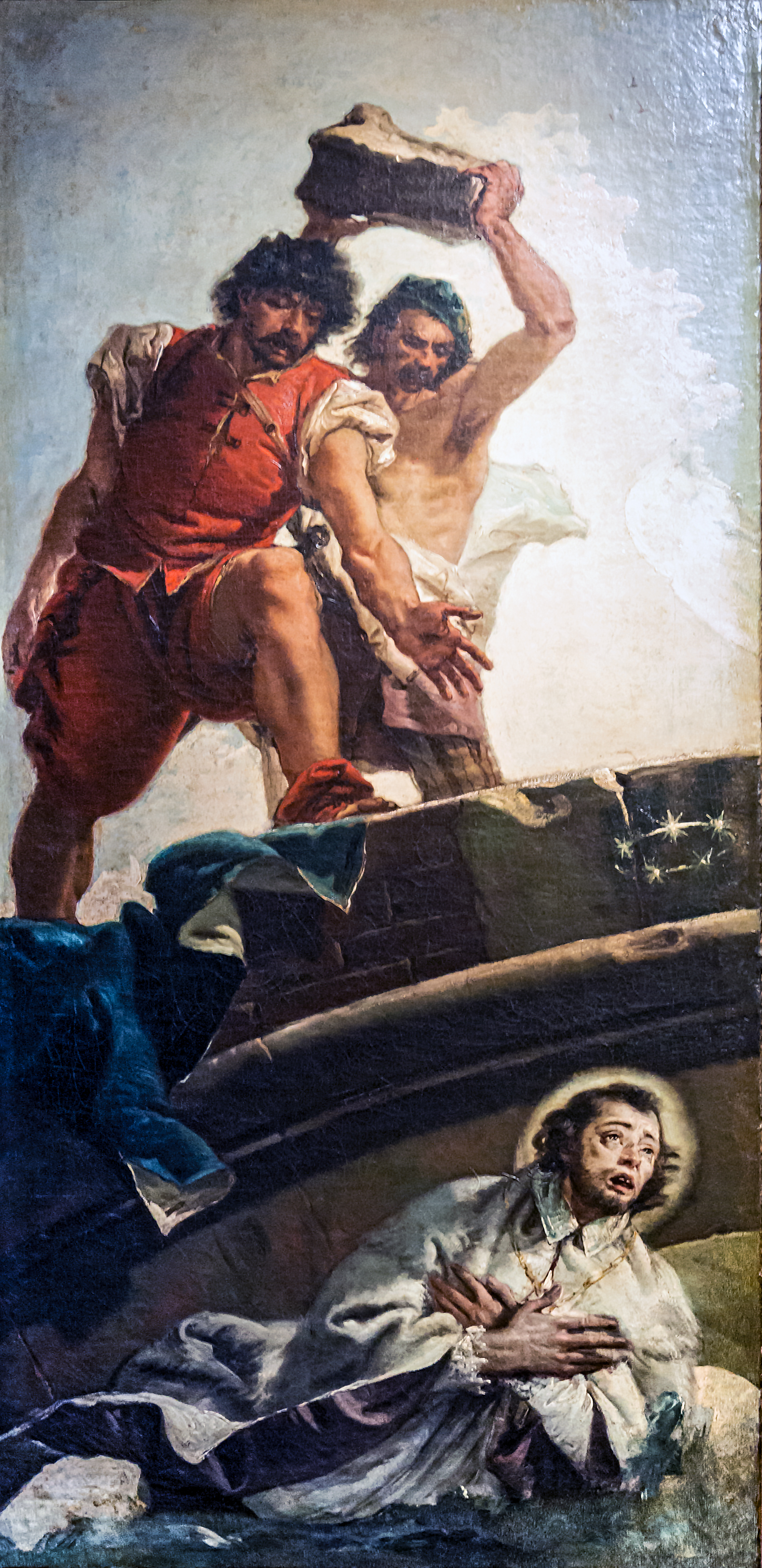
Le Martyre de Jean Népomucène Église San Polo.
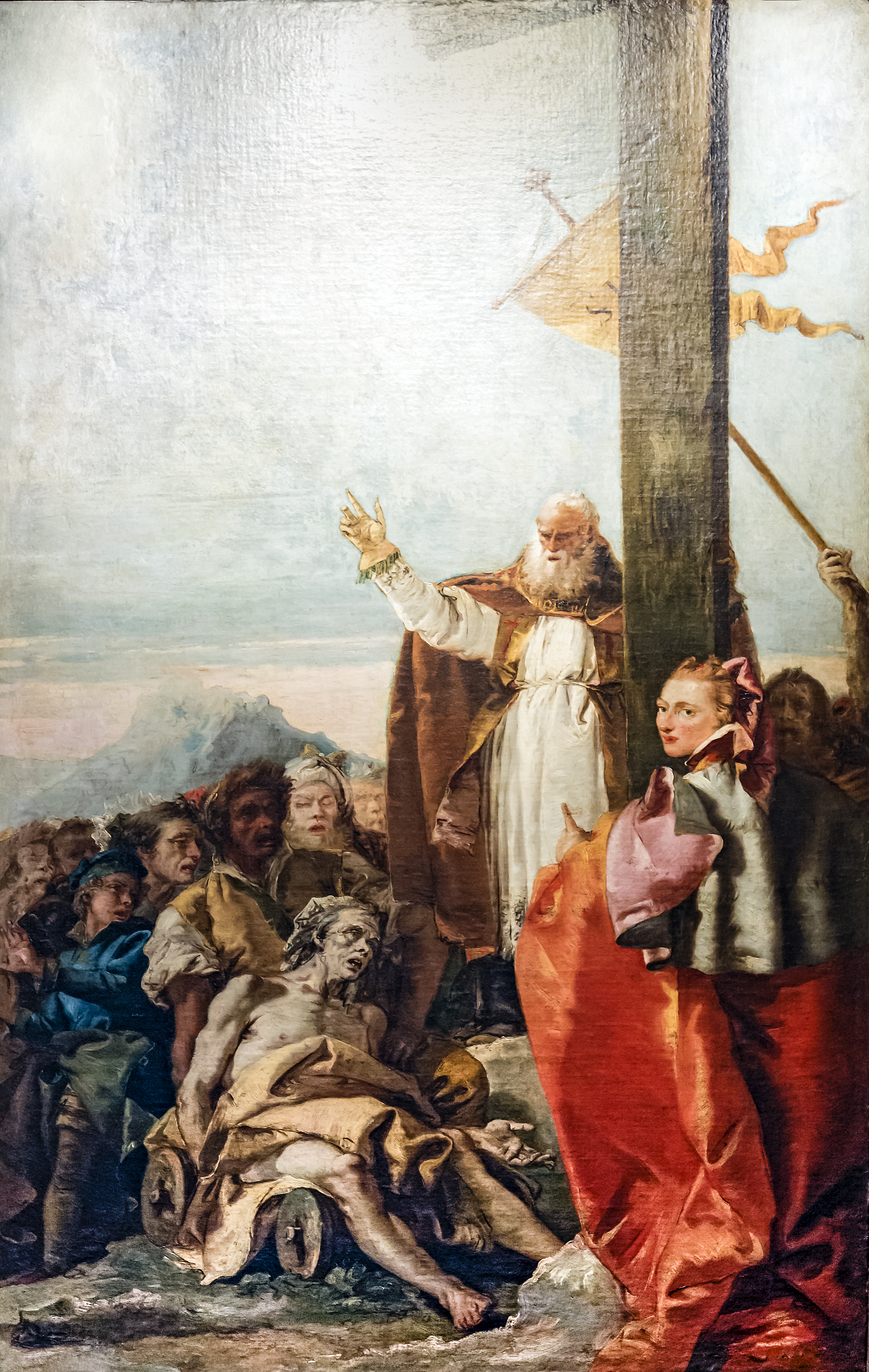
La Découverte de la vraie croix par Hélène et Macaire Église San Polo.
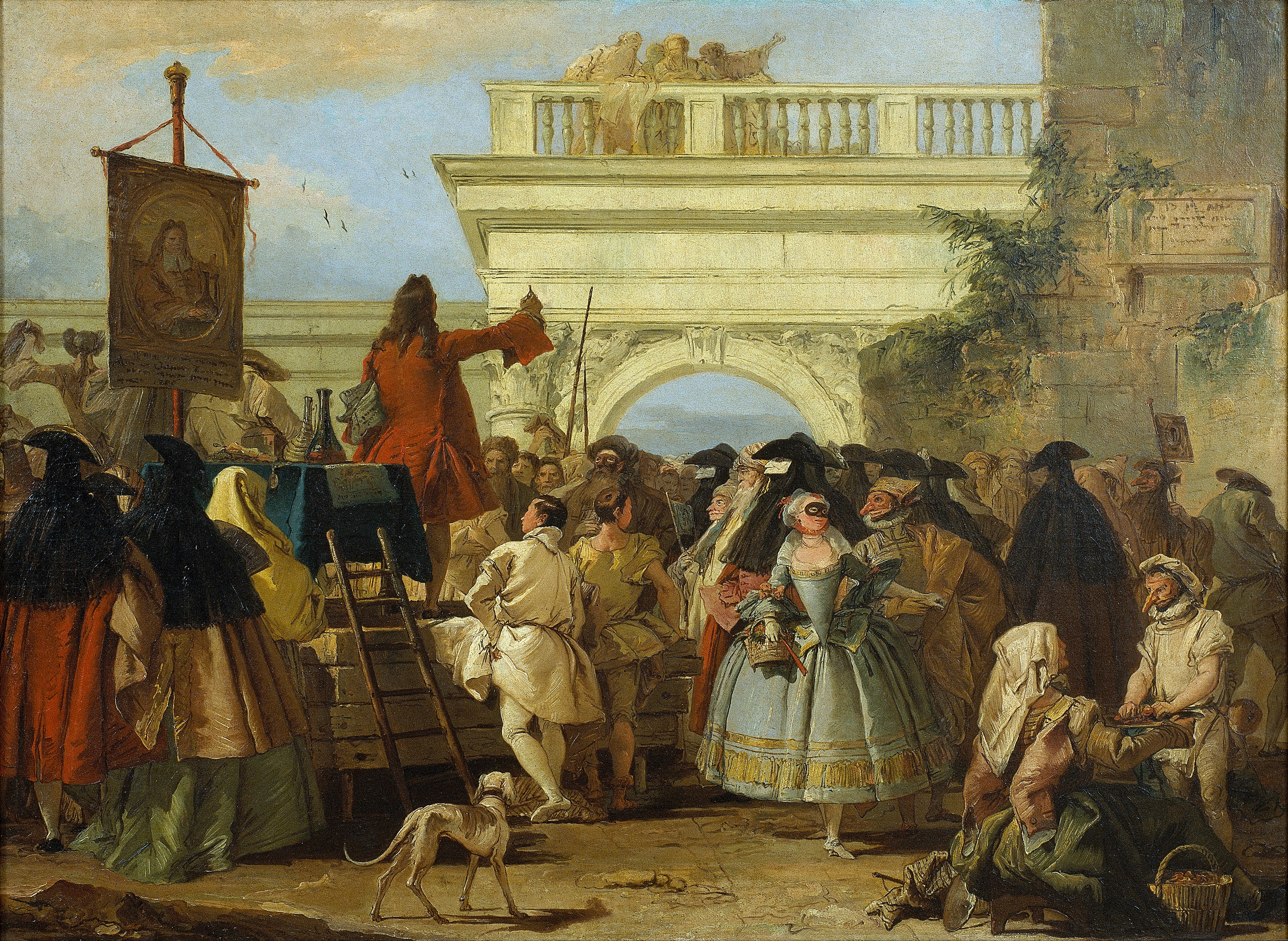
Le Charlatan (1756) Musée national d'Art de Catalogne.
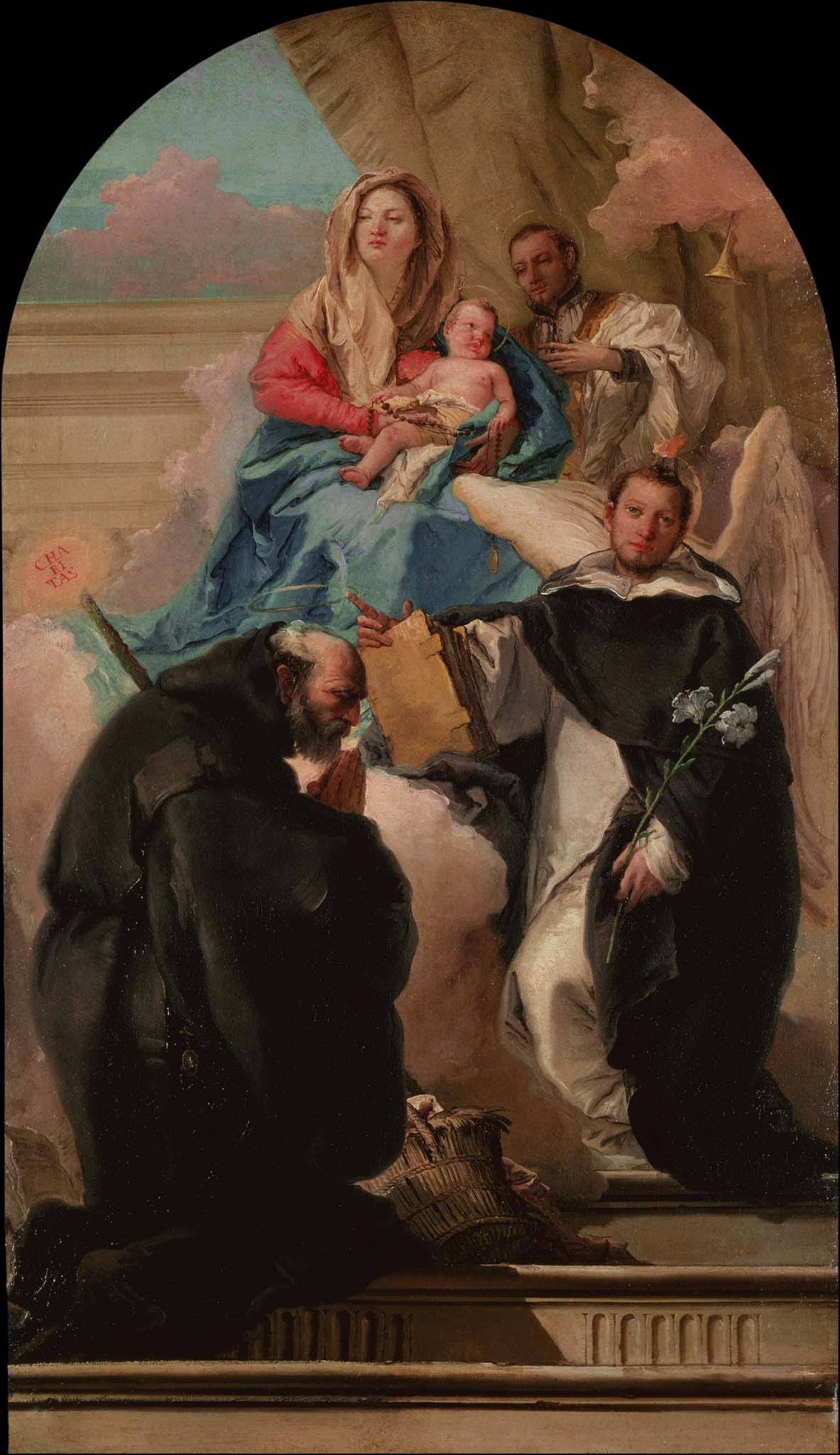
Vierge à l'enfant avec trois saints (1759-62) Musée national de l'art occidental, Tokyo.
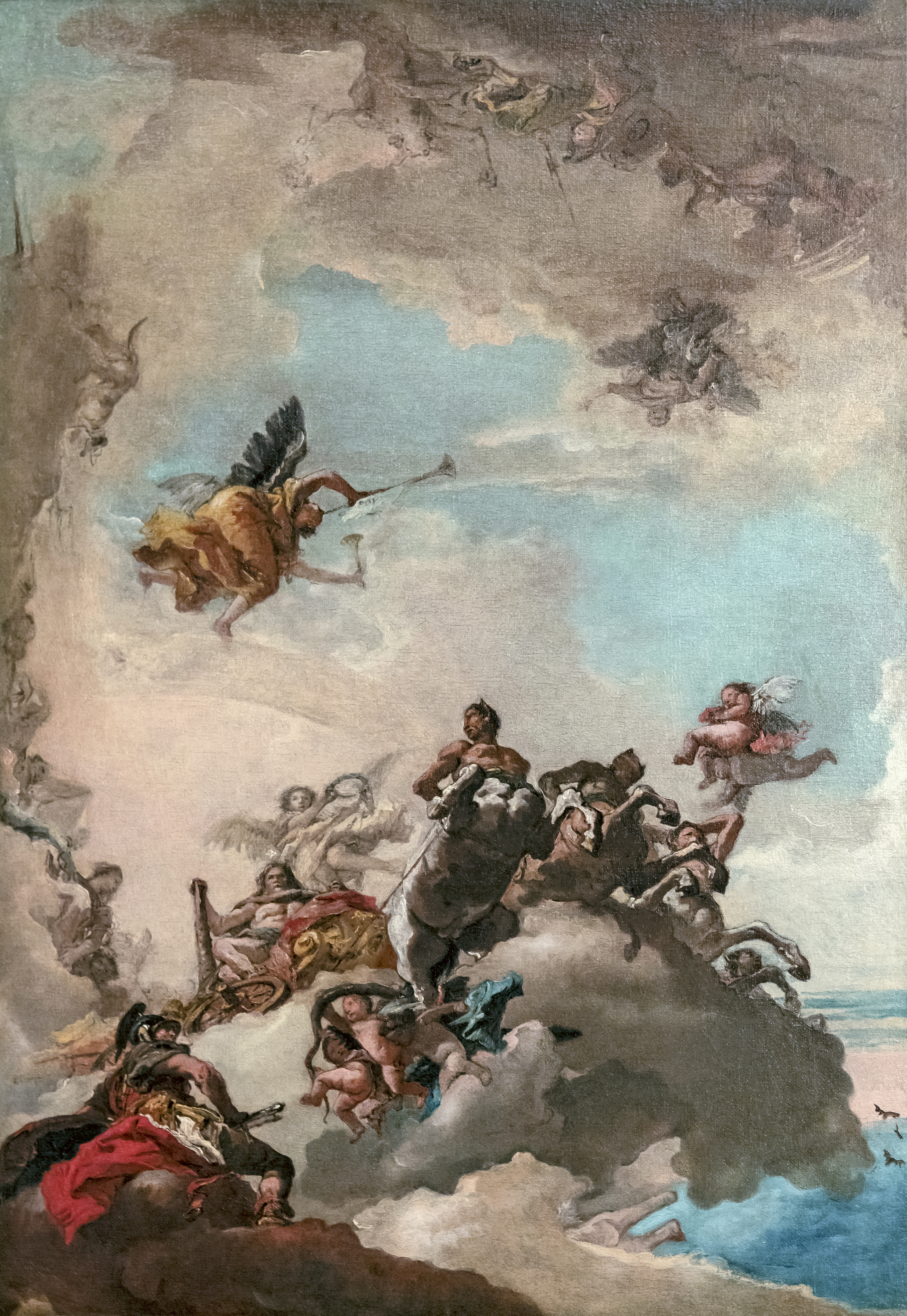
Le Triomphe d'Hercule, 1760-1762 Fondation Bemberg, Toulouse.
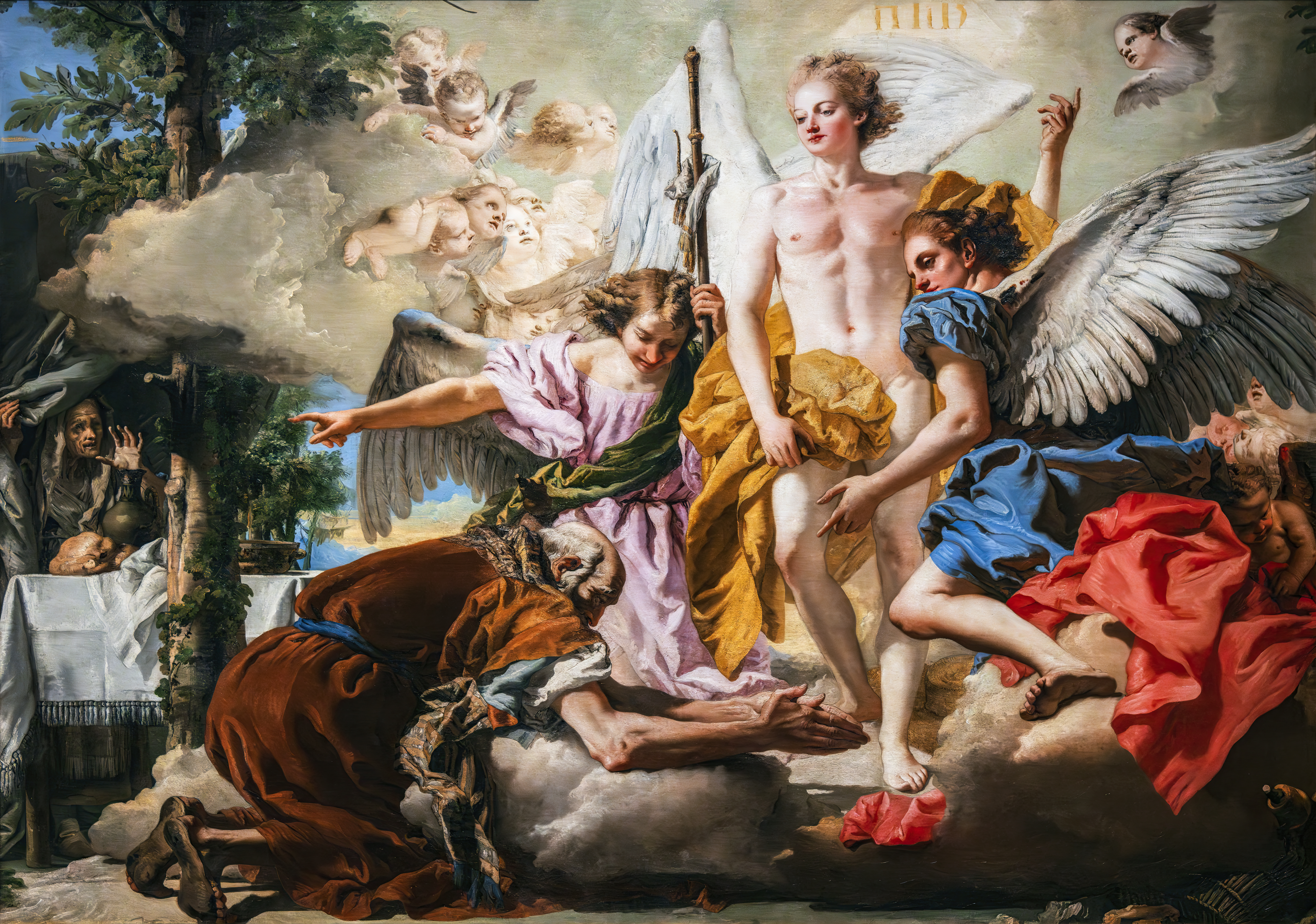
L'Apparition des trois anges à Abraham 1773-1774, Gallerie dell'Accademia de Venise.
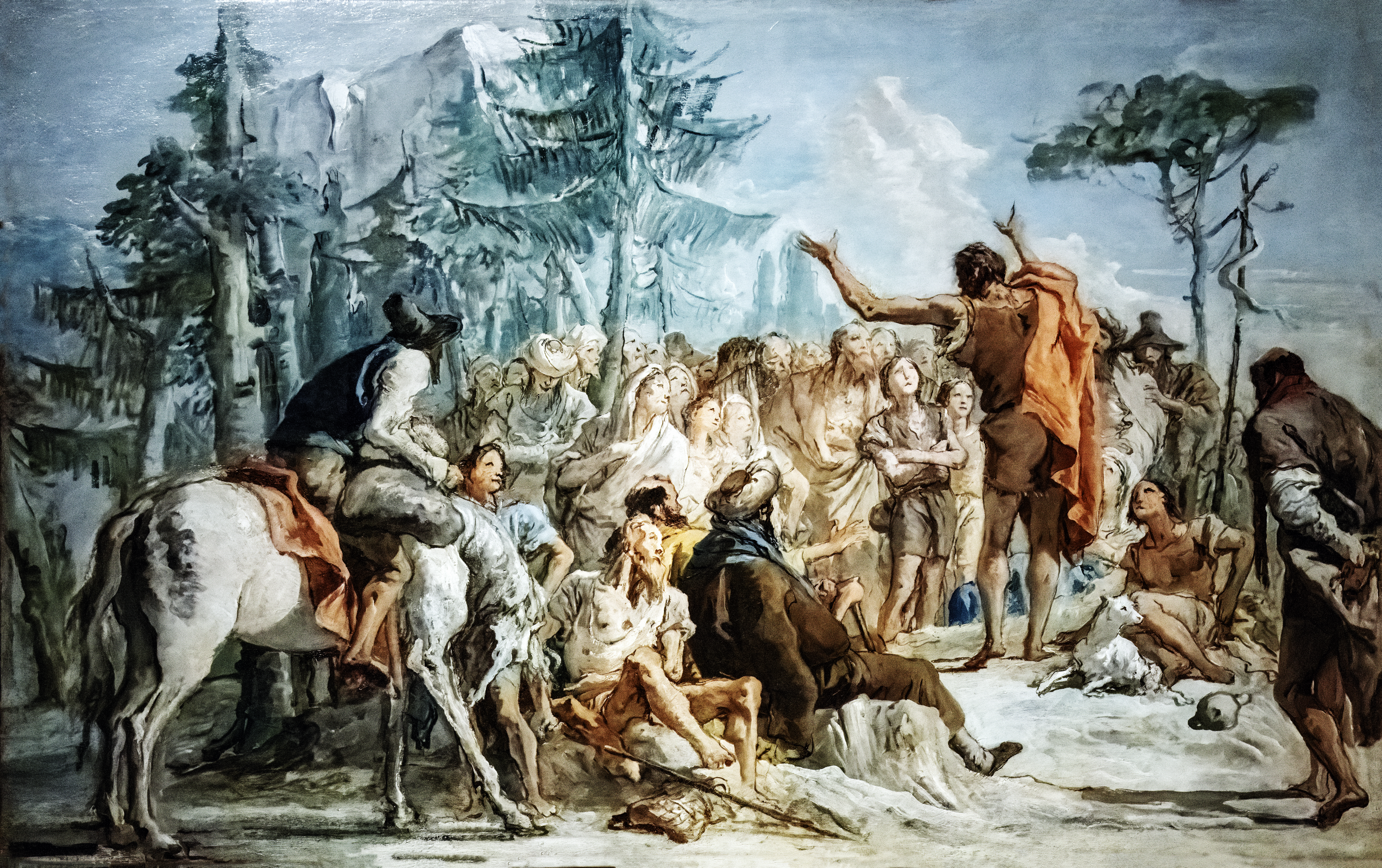
Saint Jean Baptiste prêchant à foule - Museo civico (Trévise)

### Fresques et dessins
- Fresques de villas avec son père :
  - Villa Valmarana Ai Nani à Vicence (1757) : Paysage avec amour, Promenade d'hiver, Trois paysannes, Paysanne assise, Mondo Nuovo
  - Villa di famiglia a Zianigo di Mirano (1759)
  - Villa Pisani à Stra (1761)

Œuvres personnelles
- Fresques du Palazzo Contarini (1789), dans le style et les thèmes de son père
- Villa Zianigo (1749-1791), conservées à la Ca' Rezzonico : Mondo Nuovo, La Balançoire des polichinelles, Villégiature, Polichinelle et let les acrobates, Polichinelle amoureux
- San Leone in gloria, l'Esaltazione della Croce, Angeli e Virtù Cardinali, plafond à Fresque pour l'Église San Lio à Venise (1783)
- Divertimento per le ragazzi (1797), cent quatre planches dessinées à l'encre, à la plume et au lavis, avec le personnage de Pulcinella, (souvent utilisé par son père) dans des tableaux qui parodient la société vénitienne.

fresques de Giandomenico Tiepolo
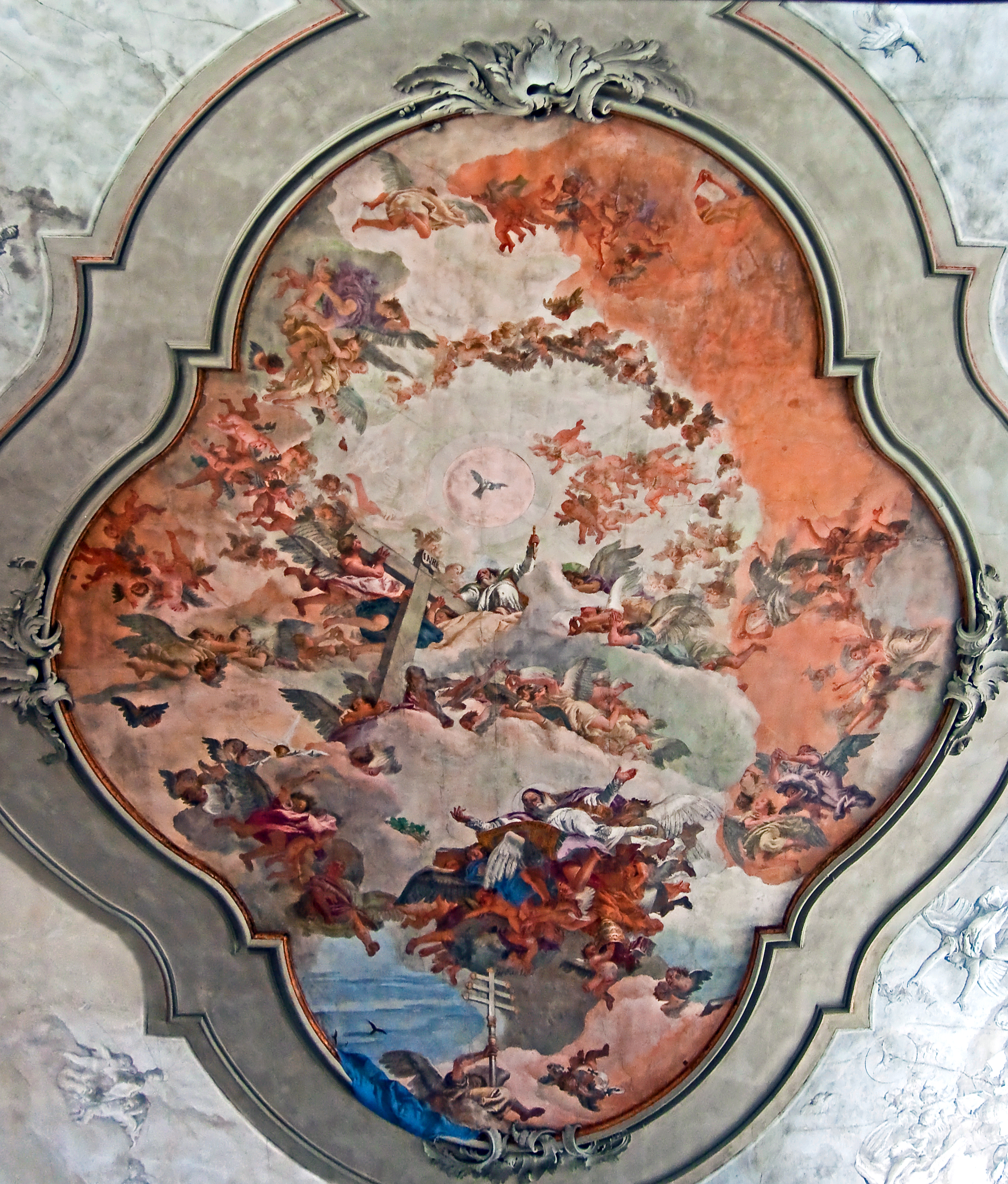
Fresque du plafond de San Lio à Venise.
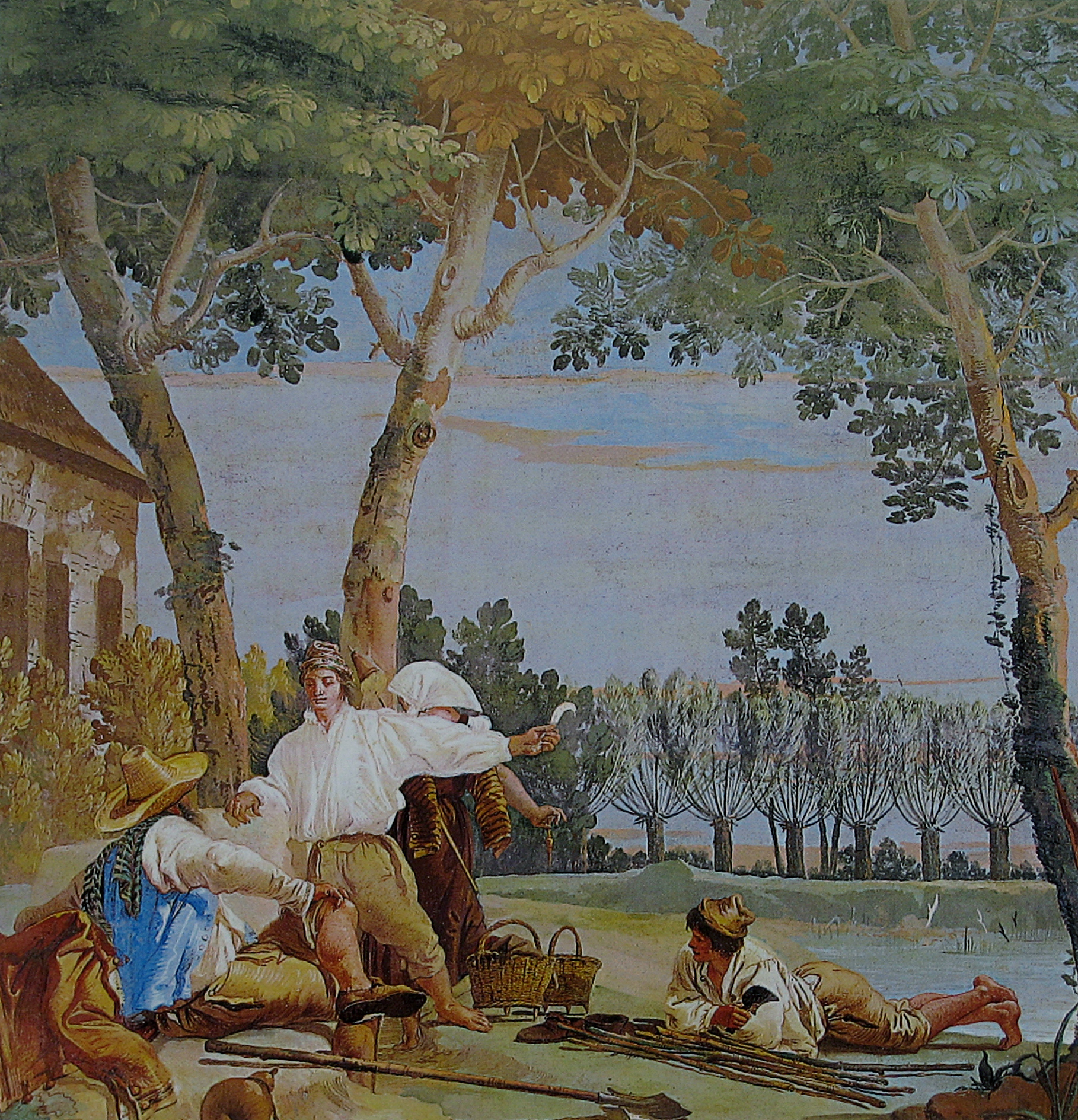
Fresque à la Villa Valmarana (it), Vicence.
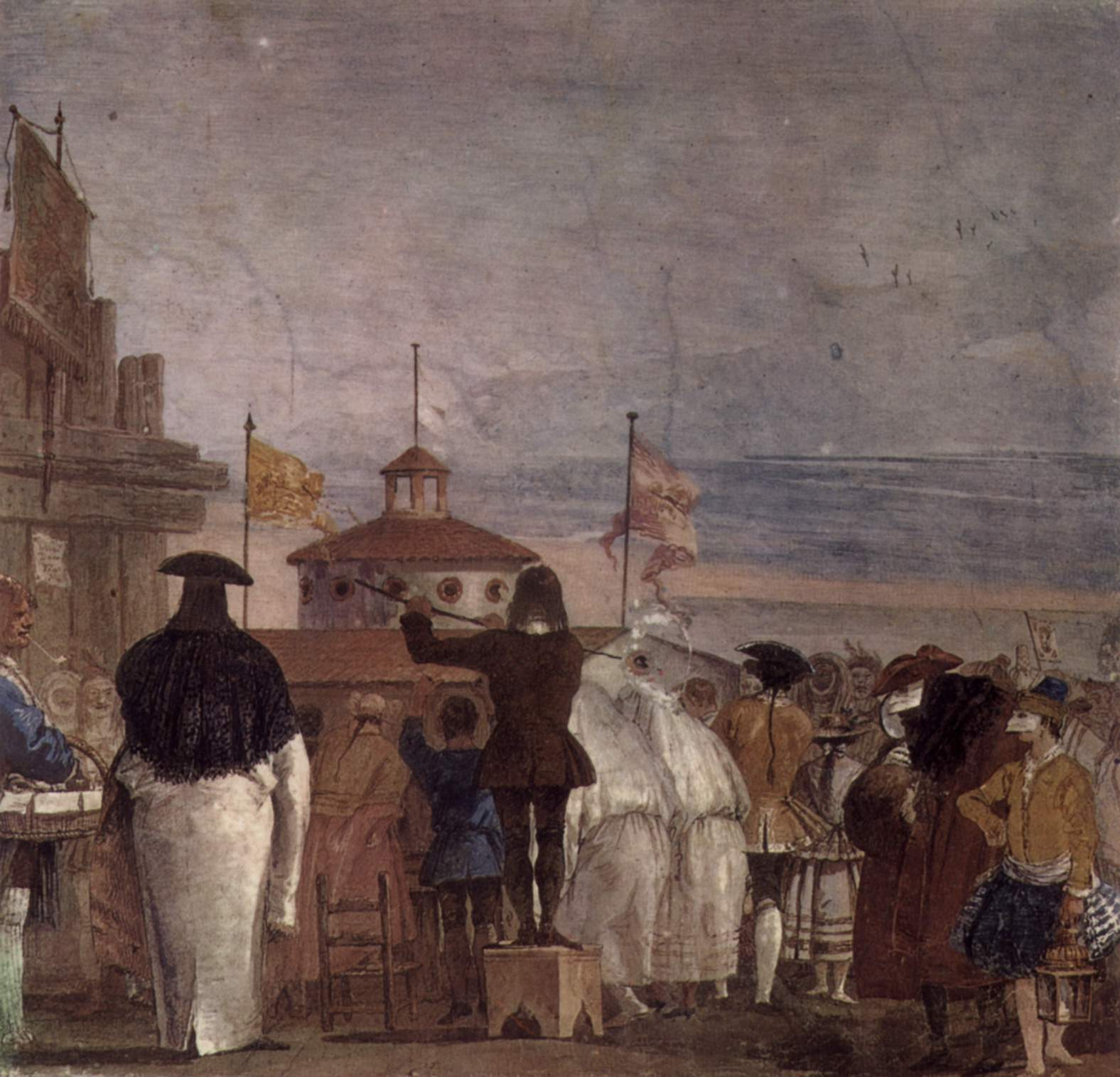
Fresque à la Villa Valmarana[18].
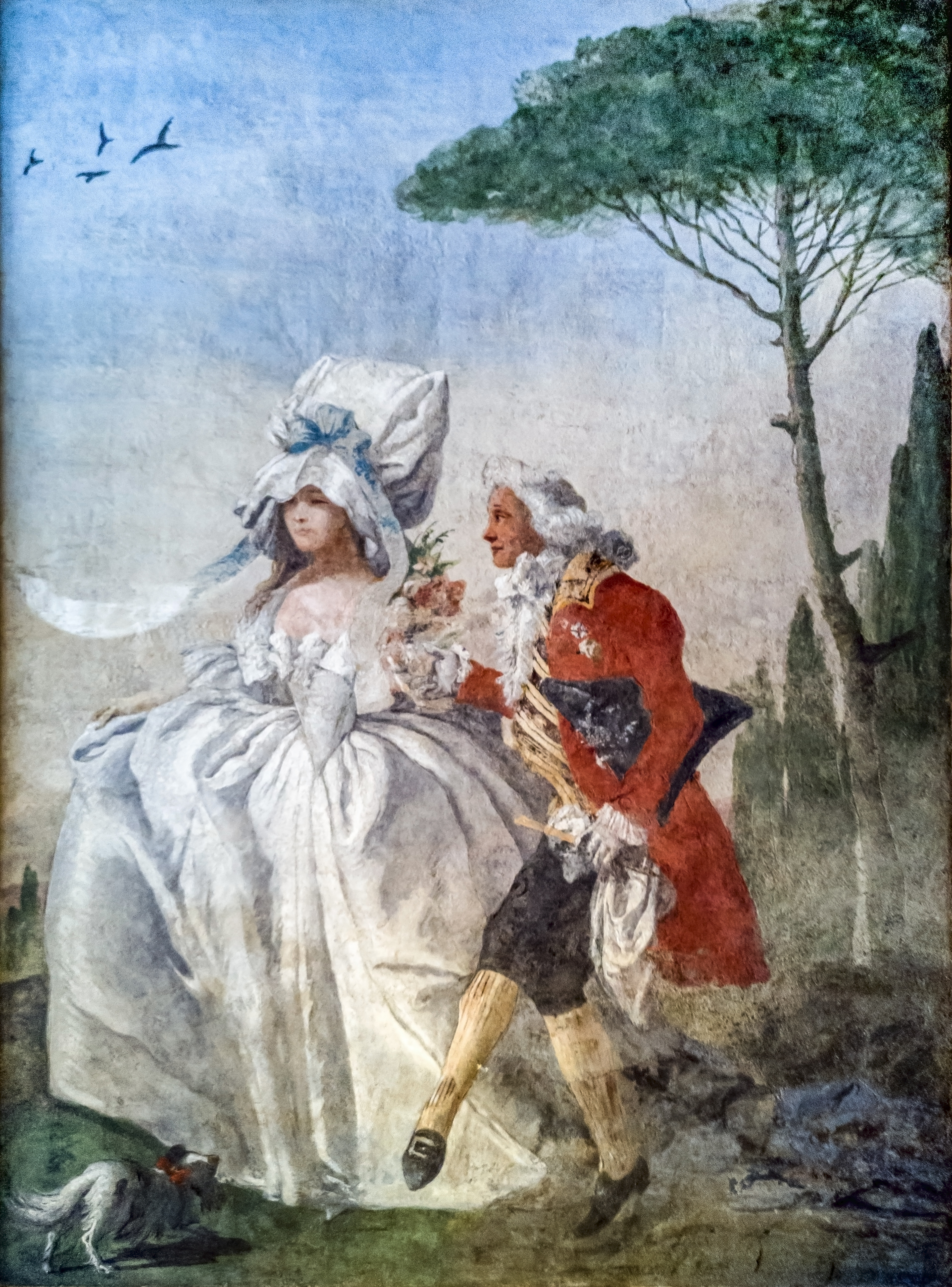
Le Menuet Villa Zianigo Ca' Rezzonico.

### Gravures
- Raccolta di teste, soixante estampes gravées d'après Giambattista
- Saint Vincent Ferrer prêchant dans une campagne, eau-forte, 261 × 141 mm
- Saint Pierre Regalato porté au-delà d'un fleuve porté par deux anges, eau-forte, 315 × 211 mm, d'après Giambattista
- Le Baptême de l'empereur Constantin, eau-forte, 453 × 223 mm, d'après Giambattista
- Le Martyre de sainte Agathe, eau-forte, 440 × 245 mm, d'après Giambattista